# Samye
Il monastero di Samye (bSam-yas) (in cinese: :桑耶寺) fu il primo monastero buddista edificato in Tibet. Fu costruito verso il 788 sotto gli auspici del sovrano Trhisong Detsen.

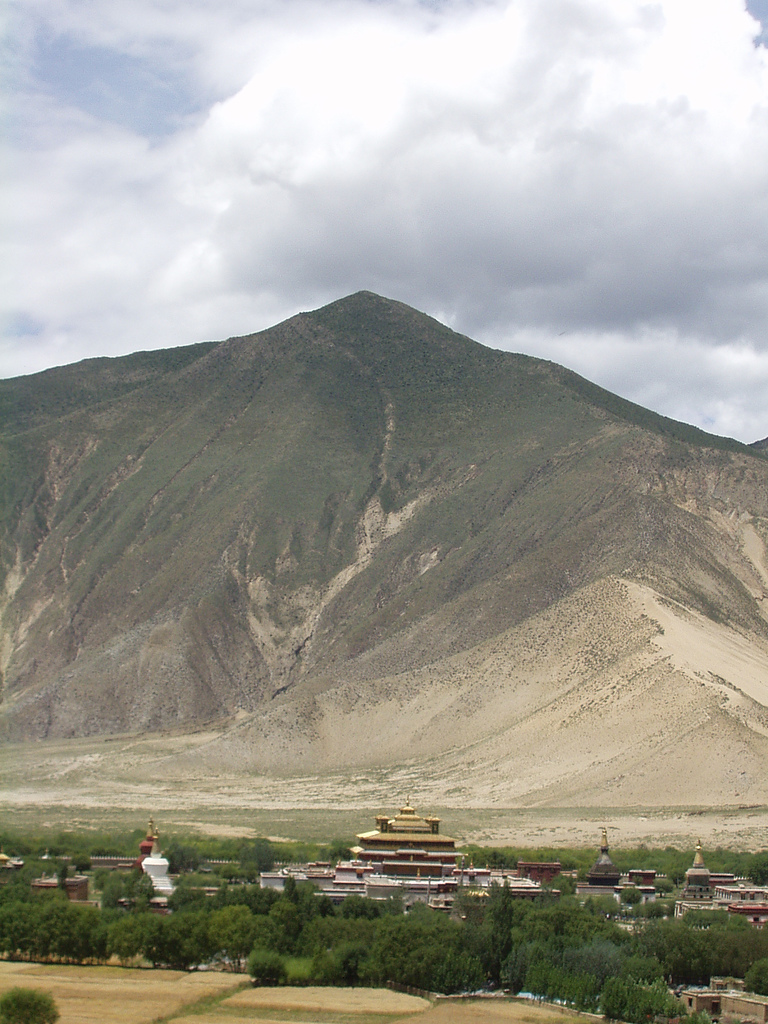
Monastero di Samye

## Storia
Il sovrano Trhisong Detsen (Khri-srong lDe-btsan) (742 - 798), che già aveva proclamato il patrocinio del regno al Buddismo, tentò di costruire il primo monastero buddista in Tibet per creare una comunità monastica (Sangha) ed espandere l'influenza religiosa in Tibet, sino ad allora limitata al tempio del Jokhang a Lhasa, con funzioni circoscritte pressoché alla sola corte. A questo scopo chiamò il monaco Shantaraksita (750 - 802), già abate dell'università buddista di Nālandā in India.

Questi individuò in Samye il posto propizio per fondare il monastero, ma dovette scontrarsi con la nobiltà locale di religione tradizionale che fieramente si opponeva al progetto. La tradizione narra di un terremoto che distrusse il primo tentativo di edificazione

Shantaraksita allora, nel 786, convinse il sovrano Trhisong Detsen ad invitare dall'Uddiyana in Tibet il già celebre siddha laico Padmasambhava.

La tradizione vuole che nel 787 sulla collina di Hepo Ri Padmasambhava, grazie alle arti magiche e all'uso del Vajrakila, riportasse la vittoria sui demoni che infestavano la valle di Samye. Questa vittoria simboleggia la sconfitta inflitta alle divinità del Tibet pre-buddista, e probabilmente alla vittoria sui loro seguaci che si opponevano alla costruzione del monastero buddista.

Shantaraksita poté quindi dare inizio a Samye, sotto la collina di Hepo Ri, ai lavori di costruzione del primo e più antico monastero buddista in Tibet, di cui egli stesso divenne il primo abate.
Fu proprio presso il monastero di Samye che, dal 792 al 794,  avvenne il celebre dibattito tra i sostenitori del buddismo dhyana, ovvero sostenitori dell'illuminazione diretta attraverso la meditazione, per lo più monaci cinesi, e Kamalashila, allievo di Shantaraksita, sostenitore dell'illuminazione graduale e dell'importanza della via del Bodhisattva, sostenuto da monaci di origine indiana. Alla fine la vittoria indiana non fu disgiunta da motivazioni geopolitiche.
Nonostante il monastero di Samye sia riconosciuto come il più antico monastero Nyingmapa, tuttavia, dopo la seconda diffusione del buddismo ad opera di Atisha, i monaci di Samye si schierarono con i lignaggi riformisti (dal XV secolo fu Sakyapa, attualmente è sede Gelugpa), pertanto non viene considerato tra i sei più importanti monasteri nyingmapa.

## Il monastero
Il monastero di Samye si basa sulla pianta architettonica del monastero di Odantapuri nel Bihar in India. Il perimetro è segnato da un muro circolare che sorregge 108 chörten al cui interno si trovano molti cilindri da preghiera. Nell'area interna un tempo sorgevano 108 edifici (numero sempre con riferimento a Tara), la cui disposizione era simbolica. Attualmente solo alcuni edifici sono ancora esistenti.
Al centro del complesso si trova lo Ütse, l'edificio che simboleggia il monte Sumeru, l'axis mundi del Buddismo tibetano. Al suo interno, al pianterreno, sono collocate le statue del primo abate, Shantaraksita, di Padmasambhava e di Trhisong Detsen, altre statue sono dedicate ai lama più illustri di tutti e quattro i lignaggi monastici del buddismo tibetano. Nella sala più importante, il Jowo khang, si trova una statua del Buddha Sakyamuni (in tibetano: Sakya Thukpa) circondato da Bodhisattva. In una saletta attigua, il gönkhang (bgong khang), vi sono le statue irate dei dharmapala, divinità tutelari terrifiche già divinità pre-buddiste convertite da Padmasambhava.
All'esterno del pianterreno si apre una cappella dedicata al bodhisattva Chenresig, rappresentato con undici teste e mille braccia.

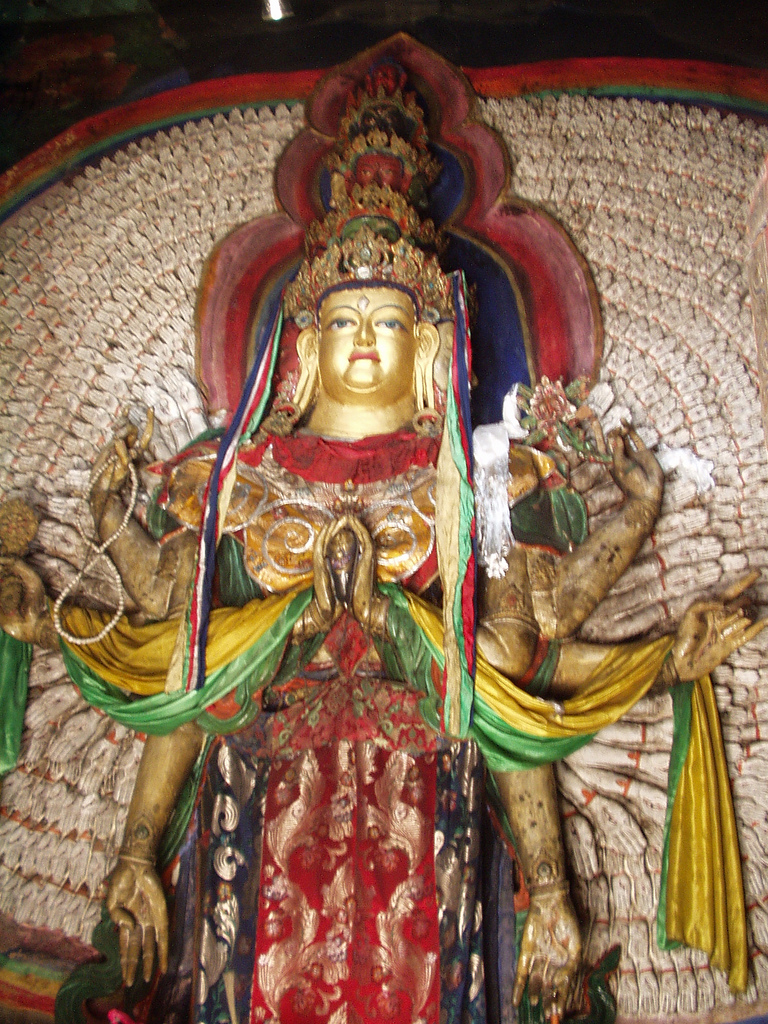
Statua del Bodhisattva Chenresig nel monastero di Samye

Al primo piano ci sono gli appartamenti dedicati al Dalai Lama e una serie di statue e dipinti dedicati al Quinto Dalai Lama, a Padmasambhava e al khan mongolo Gushri; una cappella è dedicata ad Amitayus (tibetano: Tsepame). Al secondo piano si trovano delle statue del buddha trascendente Vairocana (tibetano: Namse). Al terzo piano si trova una statua di Kalacakra (tibetano: Dukhor), inteso sia come maṇḍala che come testo tantrico. La statua rappresenta Kalacakra in Yab-yum con la sua prajña.
A nord dell'Ütse si trova il tempio della Luna, mentre a sud quello del Sole. A nord-ovest sorge uno stupa nero, a nord-est uno stupa verde, a sud-ovest uno stupa rosso e a sud-est uno stupa bianco. Questi sono attualmente tutti ricostruiti (in cemento).
Altri edifici nel monastero sono il Shetkhang, il collegio preposto agli insegnamenti; il Drayur Gyagar Ling, centro per le traduzioni dei testi; il Jampa Ling dedicato a Manjusri, dove si tenne il 'dibattito di Samye' del 792 - 794; il Tsangmang Ling, la stamperia monastica; il Kordzo Pehar Ling dove aveva sede 'l'oracolo di stato' (Pehar) prima che fosse trasferito nei pressi di Lhasa nel monastero a lui dedicato di Nechung (per poi fuggire in India nel 1959).
A poca distanza dal monastero si trova la collina di Hepo Ri, luogo della vittoria di Padmasambhava da dove si scorge lo Yarlung Tsangpo, mentre a cinque ore di cammino si trovano le grotte dove Padmasambhava era solito meditare, a Chim-puk.

Samye
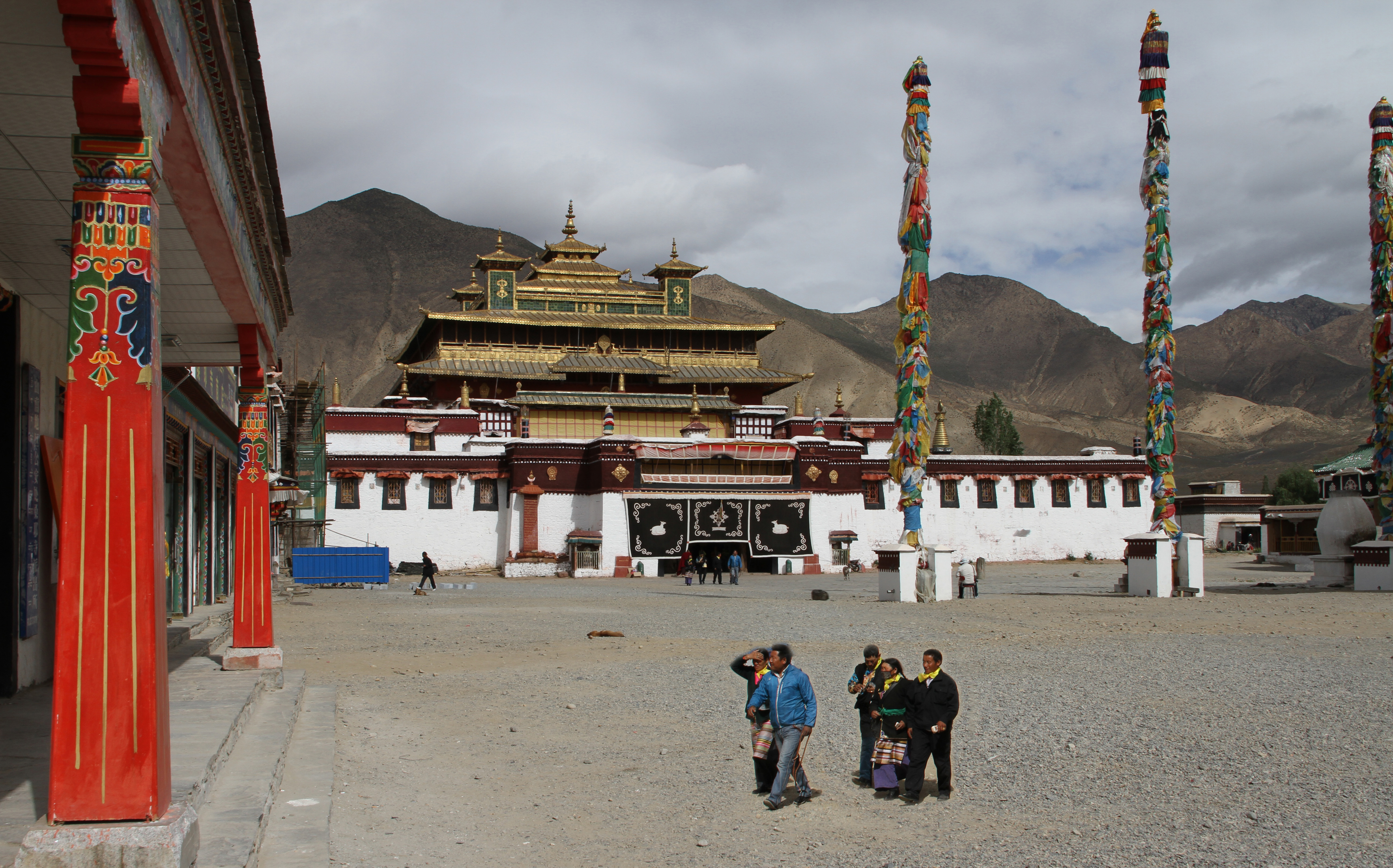
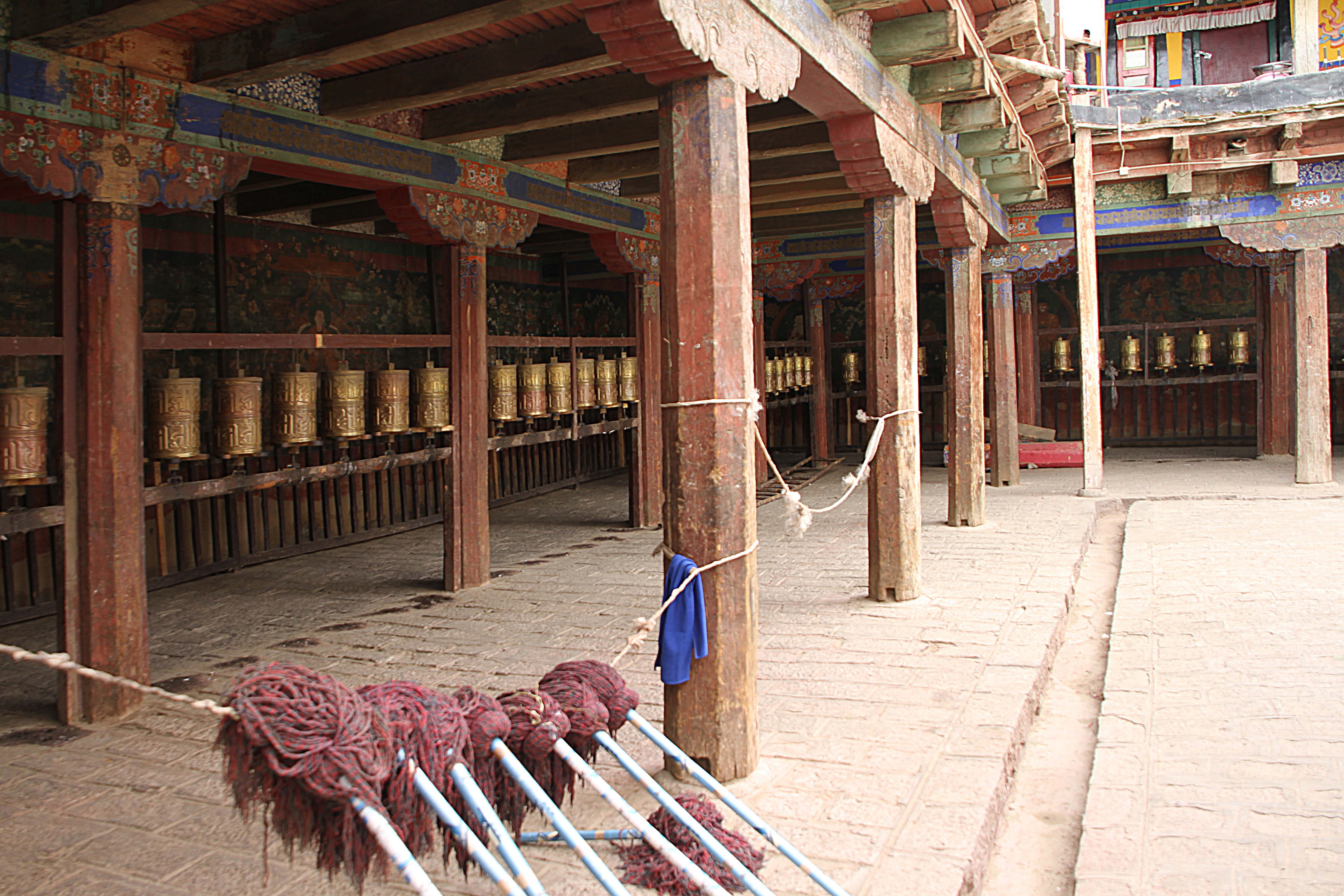
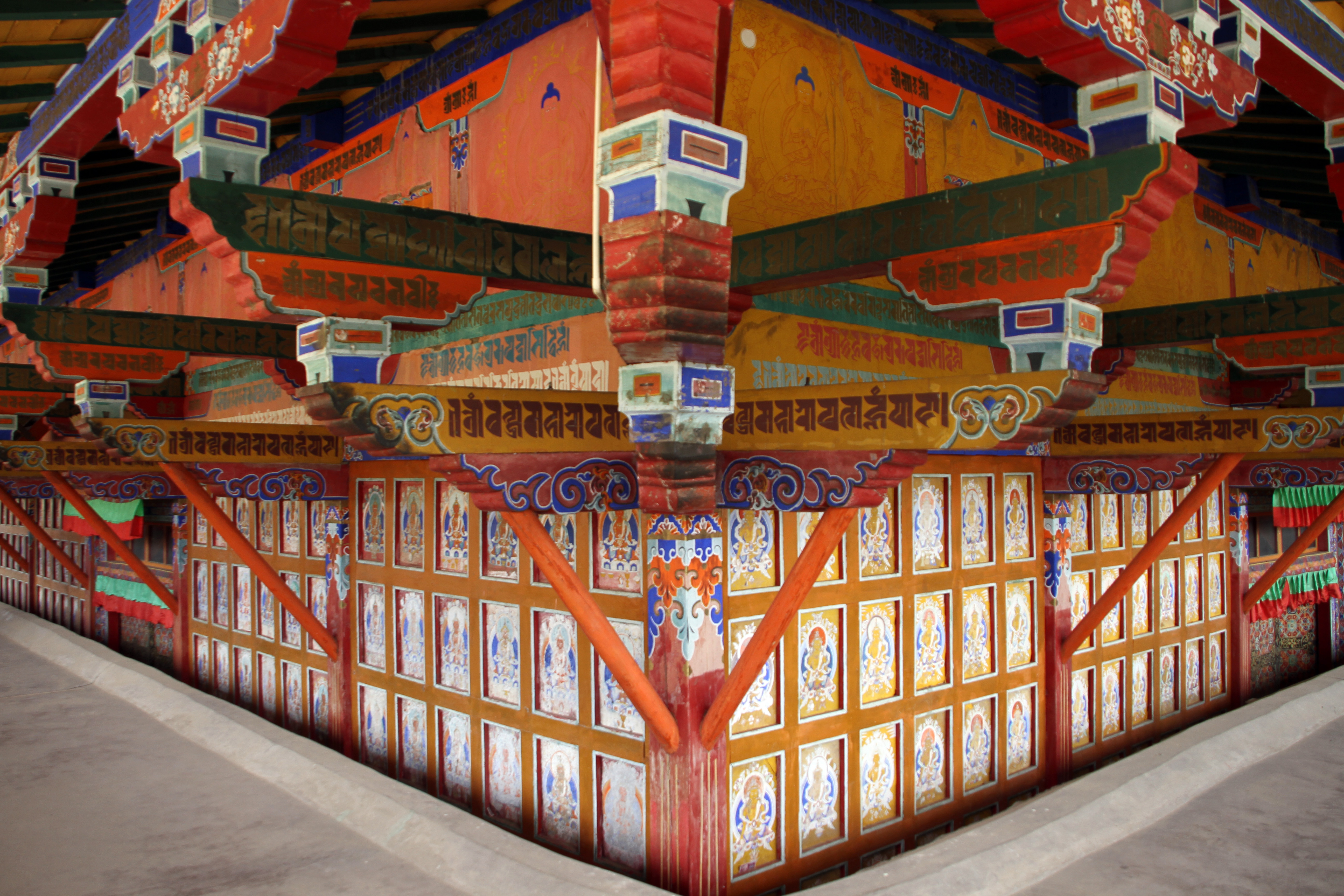
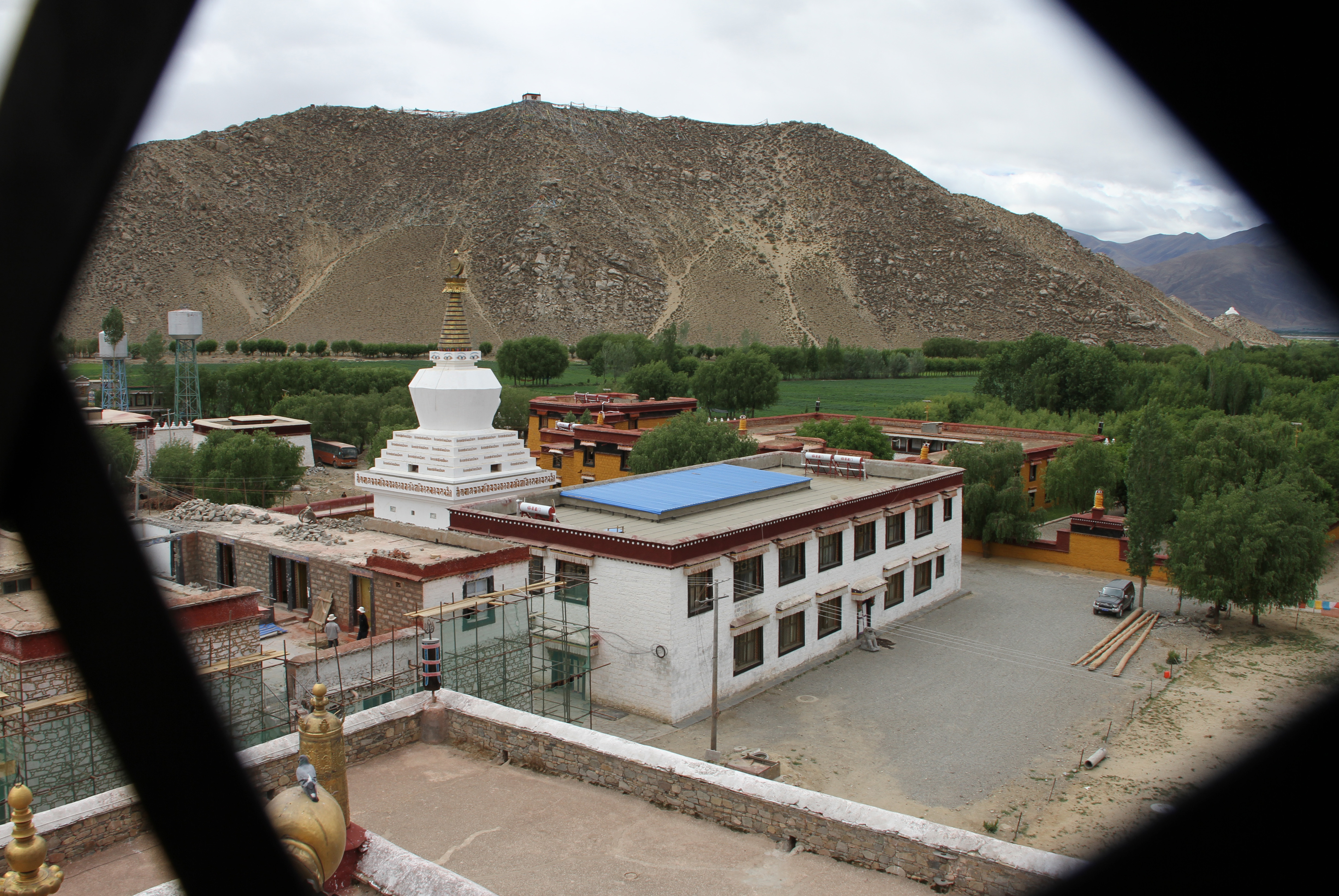
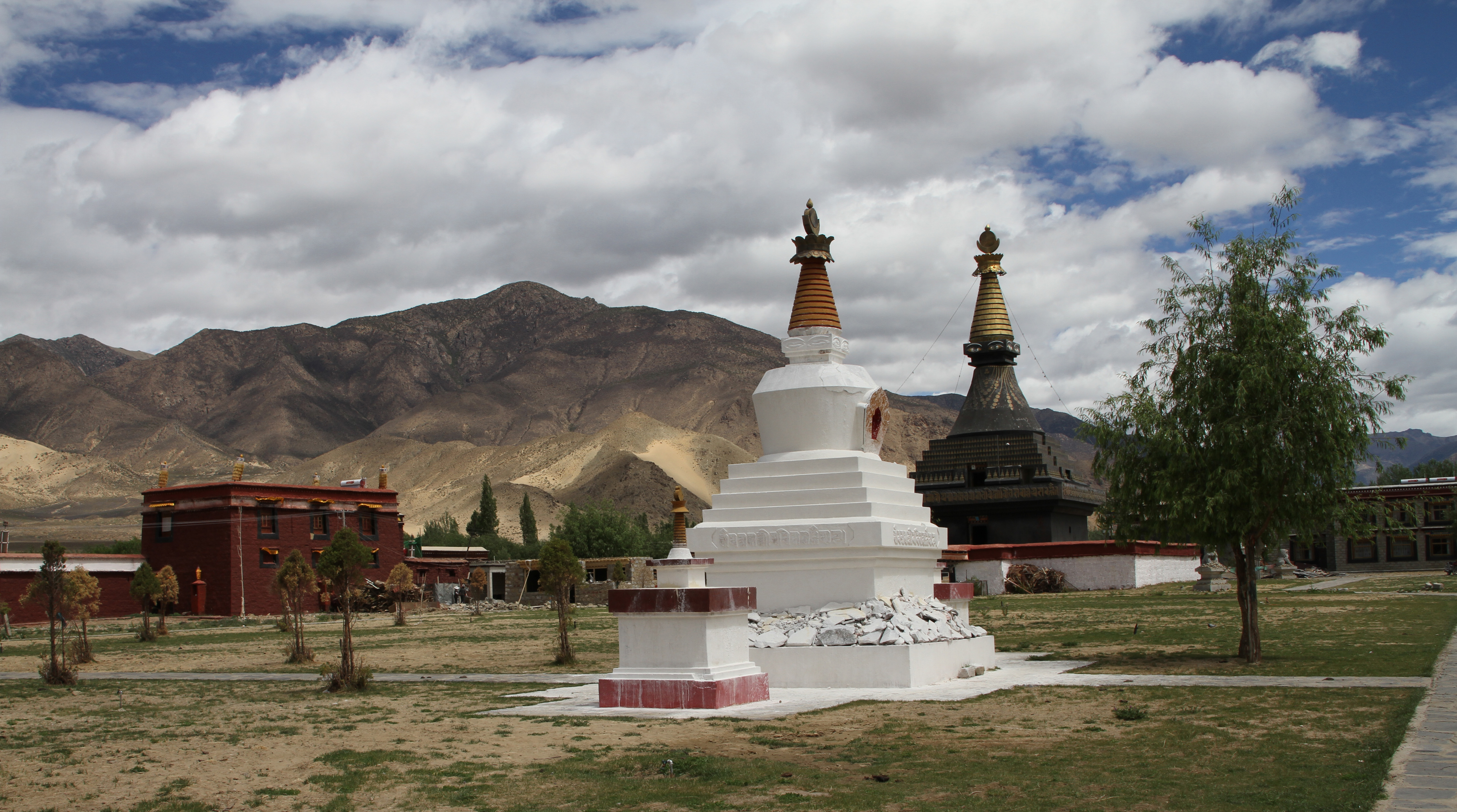
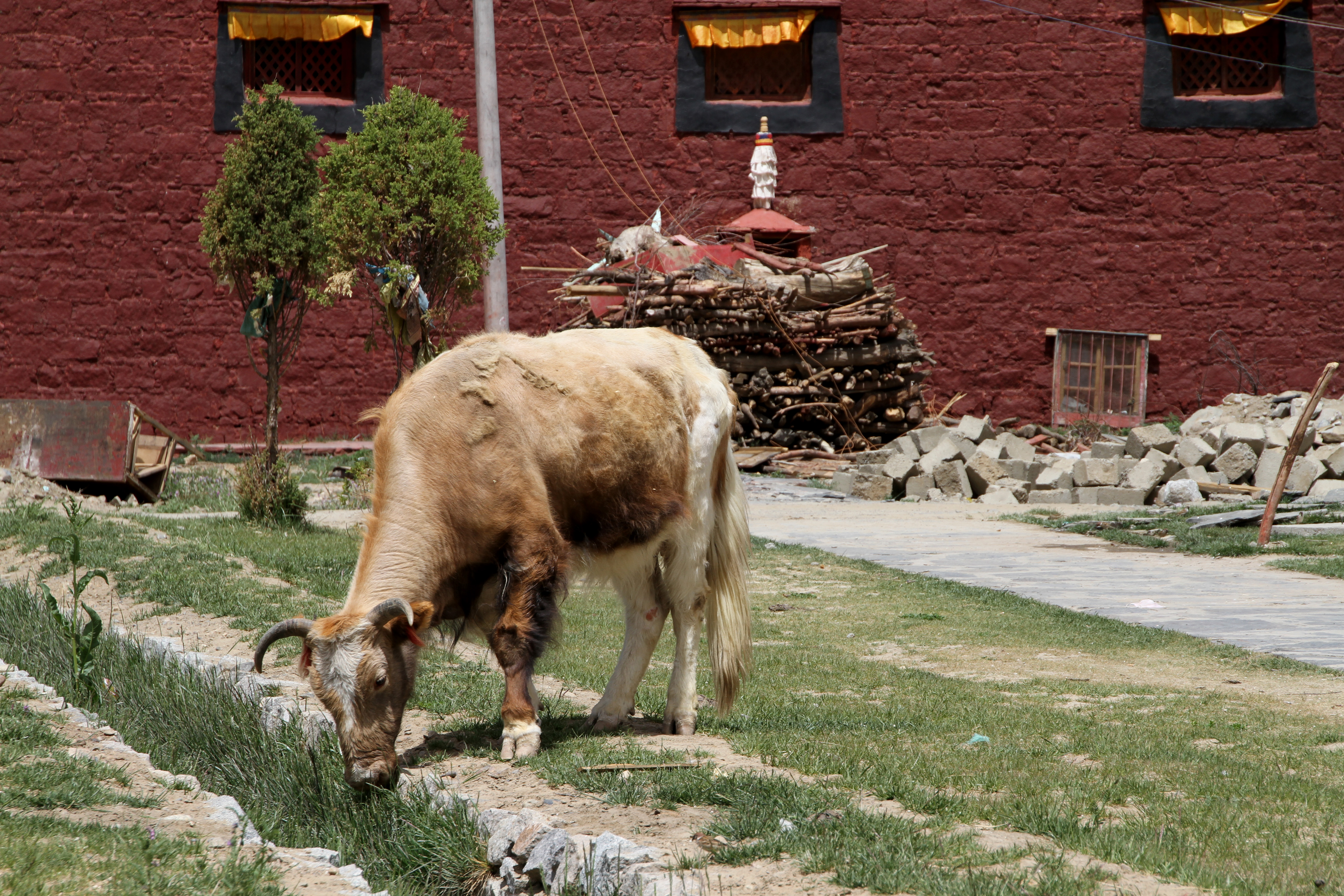
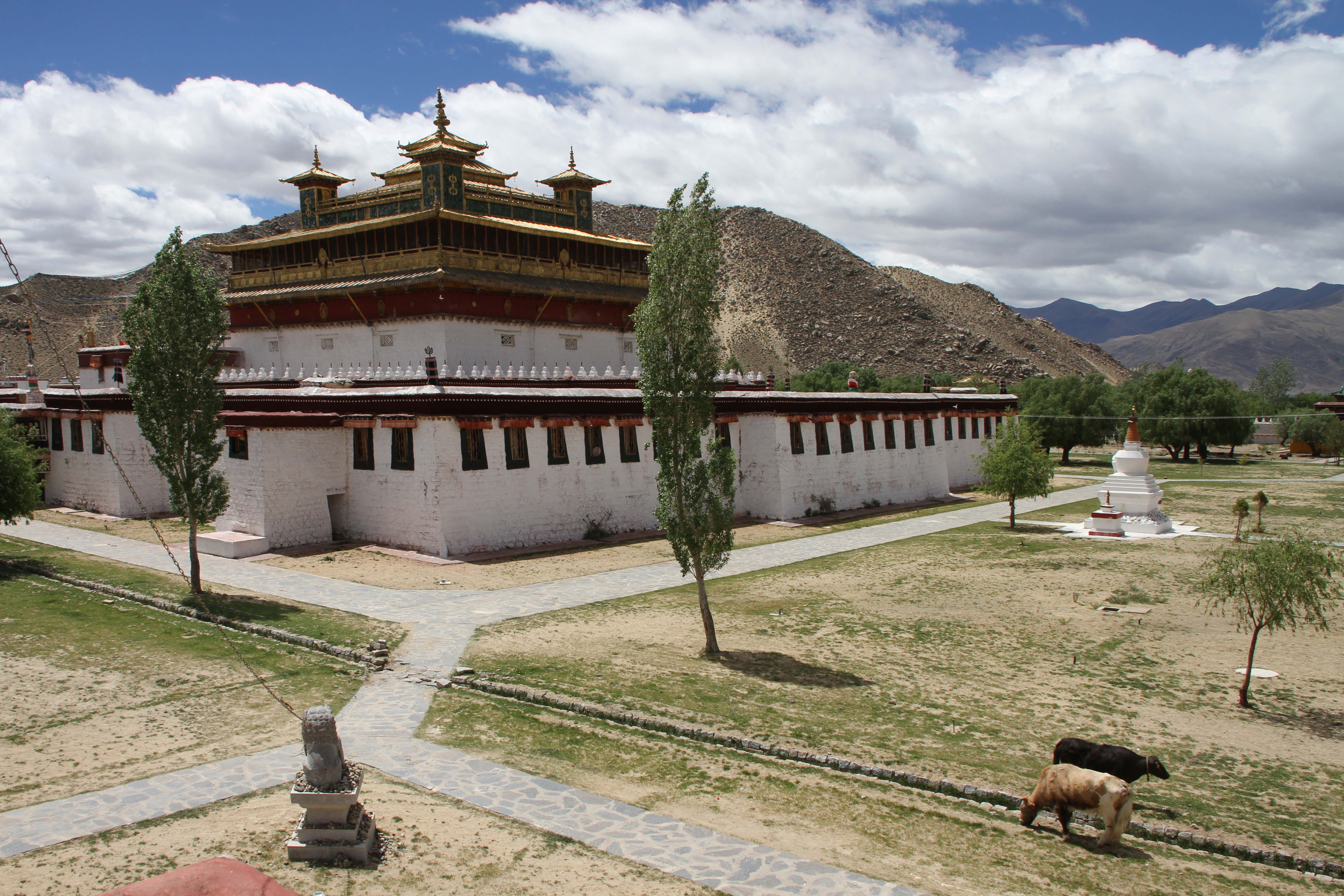